# Luigi Menti
Luigi Menti (Vicenza, 1º ottobre 1934 – Vicenza, 11 dicembre 2013) è stato un calciatore italiano che ha giocato come mezzala.

## Carriera
Nipote dei grandi Romeo e Umberto, essendo figlio di un loro fratello e per questo spesso indicato nelle cronache calcistiche come Menti IV (il terzo della grande dinastia del calcio vicentino aveva giocato a livello di dilettanti con la Pellizzari Arzignano), giocò per tutta la carriera al L.R. Vicenza, tranne una breve parentesi al Padova. Venne soprannominato bagolina, nome usato per indicare il bastone da passeggio. Quando suo zio Romeo morì nella tragedia di Superga,  il 4 maggio 1949, il piccolo Luigi aveva 14 anni.
Esordì con la maglia biancorossa nel campionato di Serie B il 22 marzo 1953 in un periodo nero per la società berica, che rischiava sia dal punto di visto sportivo la retrocessione in Serie C, sia dal punto di vista societario per l'entità dei debiti. Nel giugno seguente avvenne la nota fusione con la Lanerossi dando così vita al Lanerossi Vicenza. In tre stagioni disputate fra i cadetti Menti collezionò solo 8 partite, anche per il fatto che allora non erano ancora ammesse le sostituzioni.
Tuttavia raccolse grandissime soddisfazioni con la Primavera, vincendo per due anni consecutivi, nel 1954 e nel 1955 il prestigioso Torneo di Viareggio. Solo con l'approdo in Serie A incominciò a giocare con maggior continuità,  anche se poi seguirono due campionati quasi completamente a secco: nel 1956-57 una sola presenza contro la Juventus, mentre nel 1957-58 passò in prestito al Padova, con cui ancora giocò una sola gara.
Tornato a Vicenza nel 1958, fu quello l'anno in cui si impose come titolare fisso, disputando 30 gare e segnando 6 reti. Va subito in rete alla prima di campionato, ma l'inizio per il Lanerossi è nero: il riscatto verso un buon settimo posto avviene alla sesta di campionato contro il Milan. Menti, schierato in quel periodo all'ala destra, va in rete e alla fine riceve i complimenti del suo idolo da ragazzo, Nils Liedholm, che gioca nella squadra rossonera. Menti continua a giocare al Vicenza conservando il posto da titolare, nonostante le offerte allettanti della Roma nel 1960 e della Juventus nel 1961, nella quale aveva militato anche lo zio Umberto.
Rimane fra i titolari fino al 1967, vivendo le migliori annate del Lanerossi, con il sesto posto del 1964 e del 1966. Lascia il calcio nel 1969, alle soglie dei 35 anni, dopo aver vestito per 314 volte la maglia del Vicenza in campionato (secondo solo a Giulio Savoini che conta 3 presenze in più), di cui ben 308 in massima serie (record assoluto, dal momento che Savoini giocò due campionati di B da titolare). Muore all'età di 79 anni a Vicenza.

## Palmarès

### Club
- Campionato italiano di Serie B: 1

L.R. Vicenza: 1954-1955
- Benelux Cup: 1

L.R. Vicenza: 1959-1961